# Paavo Aaltonen
Paavo Johannes Aaltonen (11 de dezembro de 1919 - 9 de setembro de 1962) foi um ginasta finlandês e três vezes campeão olímpico.
Aaltonen foi o segunda ginasta mais bem-sucedido nos Jogos Olímpicos de Verão de 1948, levando para casa quatro medalhas, das quais três de ouro. Seu conterrâneo, Veikko Huhtanen, conseguiu cinco medalhas, incluindo três de ouro. No evento de cavalo com alças, Aaltonen, Huhtanen e Heikki Savolainen tiveram a mesma pontuação e a medalha de ouro foi dividida entre os três.